# Ulrich von Schlüsselberg
Ulrich IV von Schlüsselberg (mort le 11 août 1322 à Avignon) est évêque de Bamberg et de Bressanone.

## Biographie
Ulrich von Schlüsselberg, fils d'Ulrich III von Schlüsselberg (de), naît dans le diocèse de Bamberg. Il devient chanoine à Bamberg puis étudie de 1302 à 1303 à Bologne, est diacre en 1306 et en 131 prévôt de la cathédrale de Bamberg (de).
Après la mort de l'évêque Wulfing von Stubenberg, Ulrich est élu par le chapitre contre Konrad von Giech qui réunit un bon nombre de chanoines. Les deux candidats partent pour Avignon, où le conflit sera jugé. Konrad von Giech meurt soudainement en chemin. Ulrich renonce à ses droits après qu'on repousse le procès.
Après que l'évêque de Bressanone Johann Wulfing von Schlackenwerth est élu évêque de Bamberg, son poste est vacant. En juin 1322, le pape Jean XXII choisit Ulrich von Schlüsselberg. Mais il meurt deux mois après son élection, sans avoir été ordonné.

## Source, notes et références
- (de) Cet article est partiellement ou en totalité issu de l’article de Wikipédia en allemand intitulé « Ulrich von Schlüsselberg » (voir la liste des auteurs).